# Dobbs mot Jackson Women's Health Organization
Dobbs mot Jackson Women's Health Organization (engelska: Dobbs v. Jackson Women's Health Organization) är ett rättsfall från Högsta domstolen i USA, i vilket domstolen meddelade sin dom den 24 juni 2022. Domen innebar i korthet att den amerikanska konstitutionen inte inbegriper en rätt till abort, att domstolens tidigare domar i Roe mot Wade respektive i Planned Parenthood mot Casey upphävs samt att befogenheten att reglera abort återgår till delstaterna.

## Bakgrund
Efter att USA förklarat sig självständigt 1776, definierades ett foster som levande först efter att det hade börjat göra fosterrörelser. I och med det tilläts abort av ett foster som ännu inte hade gjort fosterrörelser. Vid mitten av 1800-talet uppstod en rörelse genom vilken bland annat abort ifrågasattes utifrån att den medicinska definitionen börjat skifta till att liv uppstår vid befruktningen. De flesta delstater i USA hade infört abortförbud vid sekelskiftet 1900, men många delstater tillät att undantag gjordes av en läkare som mottog en abortansökan på grund av våldtäkt eller medicinska skäl.
Genom Roe mot Wade fann USA:s högsta domstol 1973 att rätten till abort skyddades av amerikanska konstitutionens fjortonde tillägg. Domen medförde att enskilda delstater inte kunde förbjuda abort. I kölvattnet av Roe mot Wade följde andra avgöranden på liknande teman. Däribland Planned Parenthood mot Casey, i vilket Högsta domstolen underkände en lag i Pennsylvania i den del som innebär att en kvinna behövde informera sin make inför en abort.

## Målet

### Processen
I mars 2018 antog Mississippi en delstatslag med innebörden att aborter efter vecka 15 förbjöds. Detta med undantag för när det är medicinskt nödvändigt att genomföra aborten för att rädda den gravida kvinnans liv eller vid allvarliga fosterskador, men inte med undantag för när graviditeten är en följd av våldtäkt eller incest. Dagen efter att lagen antogs stämde Mississippis enda klinik för abort, Jackson Women's Health Organization, delstaten i en federal domstol eftersom de menade att lagen inskränkte deras verksamhet, som omfattade abort till och med vecka 16. Kliniken fick rätt i första instans, federal distriktsdomstol, och i andra instans, United States Court of Appeals for the Fifth Circuit, där rätten mot bakgrund av Högsta domstolens fasta praxis underkände lagstiftningen i fråga.
Medan processen pågick antog Mississippi ytterligare en lag med begränsningar av rätten till abort. Det var en så kallad hjärtslagslag (engelska: Heartbeat bill), enligt vilken abort förbjöds från det att ett fosters hjärtslag kan höras. Även denna lag underkändes i första och andra federala instans.
Mississippi överklagade i juni 2020 avgörandena från andra instans till USA:s högsta domstol. Jackson Women's Health Organization bestred överklagandet, bland annat på grund av att rättsläget utifrån underrätternas avgöranden var klart.
Högsta domstolen tog dock upp målet till prövning och en muntlig förhandling inleddes den 1 december 2021. I processen hördes förutom parterna bland andra USA:s generaladvokat (engelska: Solicitor General of the United States), vilken argumenterade för att högsta domstolen skulle gå på underrätternas linje.
I maj 2022 läckte ett utkast till dom i målet författat av domaren i högsta domstolen Samuel Alito till nyhetsmedia. Av detta framgick bland annat argument för att upphäva högsta domstolens tidigare praxis om abort. I samband med att utkastet läckte framkom uppgifter om att fyra andra domare i högsta domstolen övergripande delade Alitos uppfattning.

### Domen
USA:s högsta domstol meddelade sin dom i målet den 24 juni 2022. Domen innebar i korthet att den amerikanska konstitutionen inte inbegriper en rätt till abort, att domstolens tidigare domar i Roe mot Wade respektive i Planned Parenthood mot Casey upphävs samt att befogenheten att reglera abort återgår till delstaterna.

## Efter domen

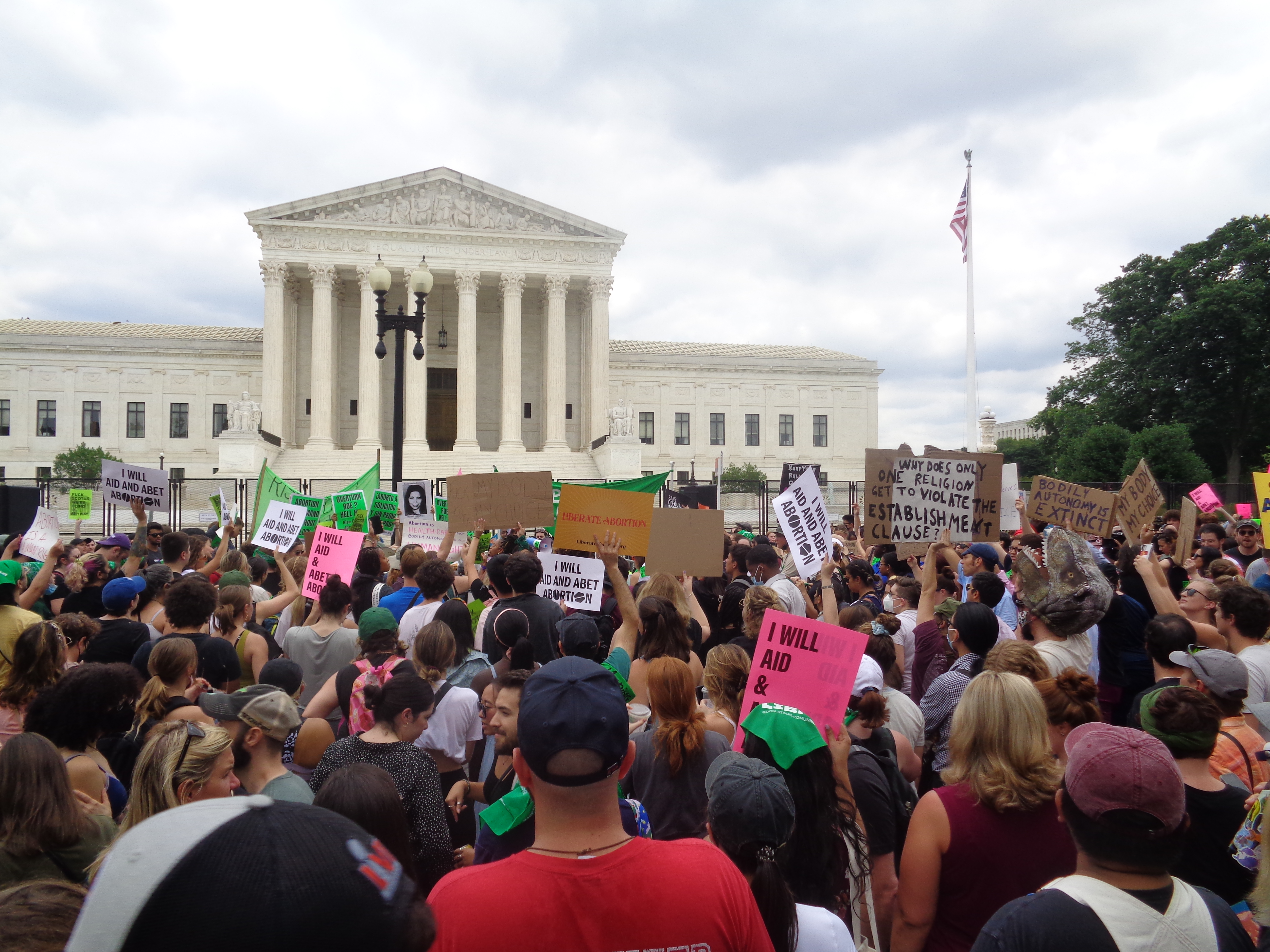
Demonstration mot domen utanför Högsta domstolen, den 24 juni.

### Mottagande
Domen har tagits emot positivt hos republikaner och konservativa, och då särskilt bland abortmotståndare i USA, samtidigt som liberaler, demokrater och aborträttsaktivister ställt sig kritiska till domen. Efter domen har omfattande demonstrationer för och emot den ägt rum i USA.
USA:s president Joe Biden beklagade genom ett uttalande domen. Mitch McConnell, republikanernas minoritetsledare i senaten, har i stället kallat avgörandet modigt och rätt.